# Фонд свердловин
Фонд свердловин (рос. фонд скважин; англ. well stock; нім. Fonds m der Bohrungen) — загальна кількість свердловин, пробурених на експлуатаційному об'єкті (родовищі, підприємстві), закріплених за нафтогазовидобувним підприємством на кінець звітного періоду (кварталу, року).
Фонд свердловин основний — видобувні і нагнітальні свердловини нафтового експлуатаційного об'єкту, які бурять на першій стадії його розробки за рівномірною сіткою, раціональною для режиму роботи в умовах однорідного пласта (з врахуванням розміру лінз і зон виклинювання). Ці свердловини повинні забезпечити високий рівень видобутку нафти в перші роки і охопити розробкою основну, найбільш монолітну частину пласта.
ФОНД СВЕРДЛОВИН РЕЗЕРВНИЙ — свердловини другої черги, які бурять після свердловин основного фонду як нагнітальні та видобувні і в кількості від декількох до 100 % відносно до основного фонду (в залежності від геолого-фізичних та інших особливостей експлуатаційного об'єкта) на ділянках (окремі лінзи, зони виклинювання і застійні зони), не залучених до вироблення основним фондом свердловин.